# Adriano Capra
Adriano Capra (Omegna, 10 maggio 1951) è un ex calciatore italiano, di ruolo mediano.

## Carriera
Dopo una militanza giovanile nel Torino, senza riuscire ad approdare in prima squadra, ha disputato cinque campionati di Serie B con le maglie di Parma e Taranto, per complessive 161 presenze fra i cadetti.

## Palmarès

### Competizioni nazionali
- Campionato italiano Serie C: 1

Parma: 1972-1973 (girone A)